# 최면치료

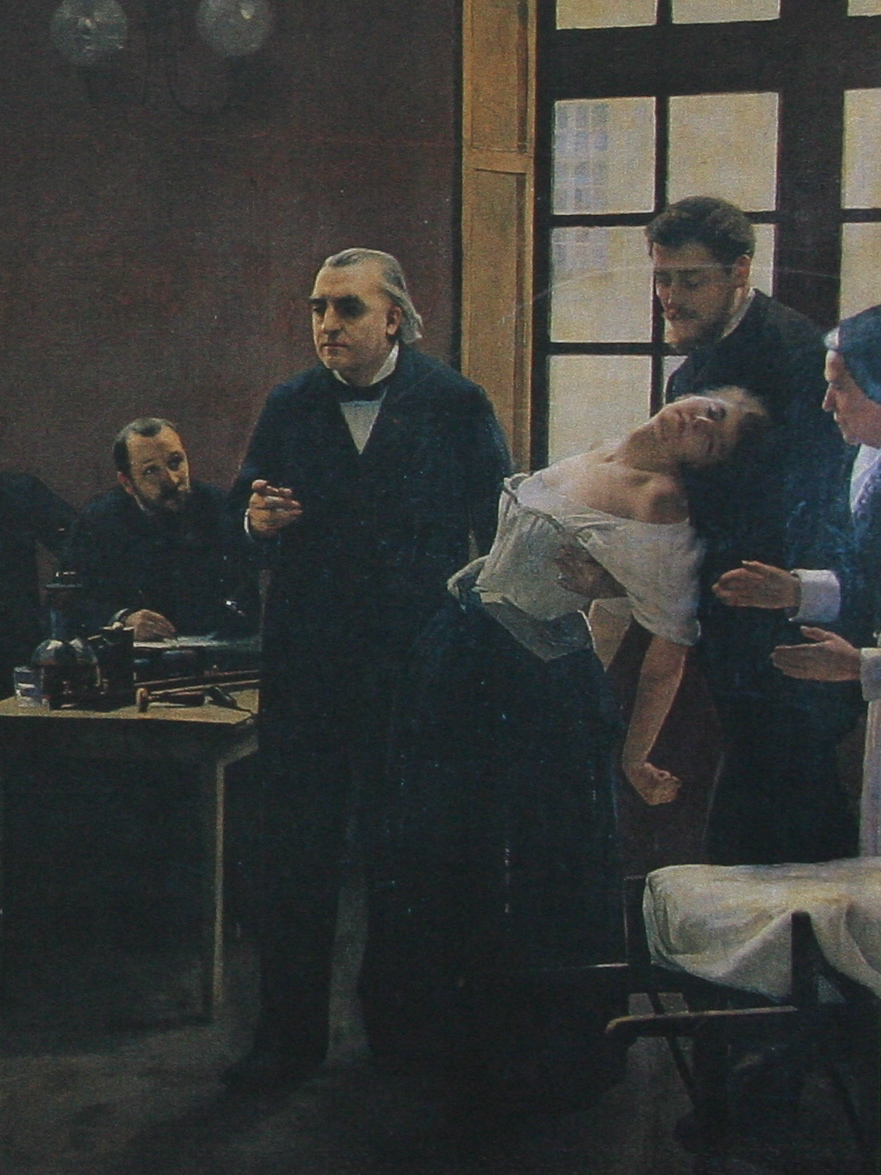
파리 Salpêtrière 병원의 장 마르탱 샤르코(Jean-Martin Charcot) 교수(왼쪽)가 히스테리성 환자(오른쪽) Blanche Marie Wittman을 최면을 이용해 치료하고 있다. 환자를 부축하고 있는 사람은 조셉 바빈스키.

최면치료(Hypnotherapy) 또는 최면상담(최면요법)은 암시에 대한 반응능력이 향상되고 초점화된 집중력을 누리는 의식 상태인 최면의 특징을 활용해 다양한 개인의 문제 해결과 향상을 돕는 심리상담 방법의 하나로 1970년 세계보건기구(WHO)에서 인정한 치료기법이다.

## 심리상담에서의 최면활용
최면은 치료기법으로 단독으로 활용되기도 하지만, 다른 심리상담의 효과를 높여주는 보조기법으로 사용되기도 한다. 행동치료에서는 1950년대부터 공포증과 불안장애 치료를 위해 개발된 체계적 둔감법을 실행할 때 불안 감소를 위해서 최면을 사용하였다. 합리적정서행동치료(REBT)의 주창자 알버트 엘리스 (Albert Ellis)는 최면을 활용하면 REBT의 적용이 더 빨라질 수 있다고 하였는데 최면상태에 있는 피험자들이 최면 처치를 받지 않은 통제집단에 비해 상담자와의 대화에서 더 긍정적인 태도로 대화에 임하였고, 치료적 의사소통에서 더 조율되는 반응을 보였다고 한다. 최면은 인지행동치료 뿐만 아니라 정신분석에서도 치료 촉진을 위해 사용되었는데, 최면의 사용은 정신분석치료의 효과성도 향상 시킨다고 보고되었다.
최면이 치료기법으로 단독으로 사용될 뿐만 아니라 다른 치료기법과 통합되어 사용되는 이유는 최면상태가 심리개입을 촉진하는 이점이 있기 때문이다.
(1) 최면상태에서는 암시 수용성이 증가하고 사고의 유연성이 일어나기 때문에 피험자의 자기제한적 신념이나 회피패턴을 우회해서 새로운 사고와 정서, 행동에 대해 깊이 검토해 볼 수 있는 환경이 조성된다. 그렇기에 피험자의 역기능적인 사고를 약화시키면서 통찰력 있는 합리적 사고로의 변화를 촉진시킬 수 있다.
(2) 최면상태에서는 안전한 치료적 환경에서 트라우마 기억에 접근하는 것이 용이할 뿐만 아니라, 이를 재경험하면서 수반된 감정과 신체반응을 조절하며 치료작업을 진행할 수 있다.
(3) 최면상태에서는 이미지가 보다 생생하기 때문에 내적 경험이 깊어지고 긍정적인 대처 이미지를 강화할 수 있을 뿐만 아니라, 치료시간이 단축된다.
(4) 긍정적인 치료적 암시에 반응하면서 경험하는 유쾌한 감정들로 인해 라포와 치료적 동맹이 향상될 수 있다.

## 최면치료의 구분
최면치료에는 다양한 접근법이 있는데 증상개선, 자아강화, 그리고 탐색전략 3가지로 나눌 수 있다. 증상개선은 언어와 이미지 암시를 활용해 피험자의 주관적 증상에 변화를 주는 접근이고, 자아강화는 역시 언어와 이미지 암시를 활용해서 자아를 약화시키는 인지적 요소에 변화를 주는 접근이다. 마지막 탐색 전략은 증상의 원인을 탐색하는 접근으로 대표적인 탐색기업에는 최면 리그레션(hypnotic age regression technique)이 있다. 최면상태에서는 평상시 의식상태에서 접근하기 어렵던 기억에 접속하는 능력이 한층 더 촉진되는데, 최면 리그레션은 이와 같은 최면상태의 장점을 활용해서 현재 증상이나 문제의 시작과 지속에 연결되어 있는 과거의 트라우마나 사건들을 탐색하는 기법이다.

## 같이 보기
- 최면
- 심리요법
- 과학적 회의주의
- 피암시성